# Shortlease
Shortlease is een korte leasevorm voor een leaseauto die veel gebruikt wordt in de zakelijke leasemarkt. Deze overeenkomst zit tussen een leasecontract en huurovereenkomst in.

## Beschrijving
Shortlease is een vorm van autoverhuur voor de zakelijke markt waarbij geen grote investering noodzakelijk is. Met een standaardvorm van leasen zit men vaak vast aan langdurige, niet-flexibele contracten. In beide gevallen leaset men een auto voor een bepaalde periode tegen een bepaald bedrag, het verschil met een shortlease zit in de kortere periode van de lease. 
Shortlease kent de volgende eigenschappen:
- Geen groot financieel risico;
- Snel inzetbaar bij seizoensgebonden werkzaamheden;
- Een korte periode een auto leasen;
- Uitproberen van een nieuwe auto;
- Eigen risico is inbegrepen.

Bij shortlease is de leaseauto geen bedrijfsmiddel dat tot het vermogen van de onderneming hoort. De leasekosten mogen afgetrokken worden van de bedrijfsopbrengsten.

## Voor- en nadelen
Voordelen van shortlease zijn:
- Auto's zijn direct inzetbaar;
- Korte opzegtermijn;
- Voordeliger dan huren;
- Flexibel inzetbaar voor tijdelijke mobiliteitsbehoefte;
- Vast bedrag per maand voor alle kosten.

Nadelen bij shortlease zijn:
- Duurder dan reguliere lease;
- Bij meer dan 500 kilometer privégebruik geldt de bijtelling in Nederland.

## Andere leasevormen
- Operationele leasing
- Financiële leasing